# Synodus marchenae
Espèce
Statut de conservation UICN

 LC 16 août 2019 : Préoccupation mineure
Synodus marchenae est une espèce de poissons de la famille des Synodontidae.

## Systématique
L'espèce Synodus marchenae a été décrite pour la première fois en 1946 par Samuel Frederick Hildebrand (d) (1883-1949).

## Distribution
Cette espèce se croise dans l'océan Pacifique, plus particulièrement au large de l'Équateur, aussi bien des côtes métropolitaines que des côtes des îles Galápagos.

## Description
Synodus marchenae chasse en enfouissant son corps dans les sédiments et en capturant les proies qui passent à proximité.

## Étymologie
Son épithète spécifique, marchenae, vient de l'île Marchena, où le premier spécimen a été prélevé.

## Publication originale
- (en) Samuel F. Hildebrand, « A descriptive catalog of the shore fishes of Peru », Fishery Bulletin, United States National Museum, no 189,‎ 1946, p. 114-115 (ISSN 0362-9236, lire en ligne, consulté le 11 avril 2023).